# Шиацу
Шиацу (яп. 指 圧 сіацу, від 指 [сі] «палець» + 圧 [ацу] «натиснення»; ромадзі shiatsu) — японський варіант точкового масажу, вид альтернативної медицини — мануальна техніка акупресури, створена в Японії Т. Намікосі в 1912 році.

## Історія
Шиацу еволюціонував з анми, японського стилю масажу, розробленого в 1320 році Акаші Кан Ічі. Анма популяризувалася в сімнадцятому столітті акупунктуристом Сугияма Вайші; в той же час з'явилися перші книги з предмету, у тому числі Anma Tebiki («Посібник анма»). Лікувальна техніка шиацу виникла на початку ХХ століття. Вона стала результатом того, що її творець Токудзіро Намікоші в семирічному віці повністю вилікував свою матір від ревматизму шляхом натискань пальцями на активні точки на тілі.
Вперше слово «шиацу» використав Темпаку Тамаі (англ. Tenpeki Tamai) приблизно у 1900 році. У 1925 році було створено Асоціацію терапевтів шиацу, з метою відокремлення шиацу від масажу анма. Школа Намікоші навчала шиацу в рамках західної медичної науки. Студент і вчитель школи Намікоші, Шизуто Масунага, повернув шиацу до традиційної східної медицини та філософських рамок. Він заснував дзен шиацу, а також Іокай Шияцу Центр. Інший учень Намикоші, Хіроші Нозакі заснував Хірон Шиацу, цілісну техніку шиацу, яка використовує інтуїтивно зрозумілі методи і духовний підхід до зцілення, який ідентифікує способи, як взяти на себе відповідальність за здорове і щасливе життя. Вона практикується в основному у Швейцарії, Франції та Італії, де його засновник відкрив кілька шкіл.

## Характеристика
З японської шиацу перекладаєтьс як «тиск пальця». Прийоми шиацу включають масаж пальцями, великими пальцями, долонями та ногами, акупресуру, допоміжну розтяжку. Для вивчення пацієнта, практикуючий шиацу використовує пальпацію та, іноді, діагноз пульсу.
Міністерство охорони здоров'я Японії визначає шиацу як «форму маніпуляцій великими пальцями, пальцями і долонями без використання приладів, механічних або інших, щоб застосувати тиск на людську шкіру, для виправлення внутрішніх дисфункцій, підтримки здоров'я, а також лікування конкретних захворювань. Методи, використовувані в шиацу, включають розтяжку, утримування і найчастіше, нахил маси тіла в різні точки вздовж ключових каналів».

## Стандарти використання
В Японії будь-яка людина, який практикує шиацу-терапію, повинна мати ліцензію Міністерства охорони здоров'я. Для того щоб стати шиацу-практиком, необхідно вчитися шиацу-терапії не менше 3 років (або 2200 годин за освітньою програмою) в університетах або коледжах, які узаконені Міністерством охорони здоров'я, а потім здати національний іспит для отримання ліцензії. «Шиацу-практик» — назва, яке нещодавно була запропонована міжнародною стандартизованою ліцензією шиацу.